# Harpa costata
Harpa costata, tên tiếng Anh: ribbed harp, là một loài ốc biển, là động vật thân mềm chân bụng sống ở biển thuộc họ Harpidae, họ ốc đàn.